# Jacek Zieliński (football, 1961)
Pour l'international polonais et l'entraîneur né en 1967, voir Jacek Zieliński (football, 1967).
Pour les articles homonymes, voir Zieliński.
Jacek Zieliński, né le 22 mars 1961 à Tarnobrzeg, est un footballeur polonais devenu entraîneur. 

## Biographie

### Une carrière tranquille en Pologne
Natif de Tarnobrzeg, Jacek Zieliński est repéré en 1976, alors qu'il a quinze ans, par le club principal de la ville, le Siarka Tarnobrzeg. En deuxième division, il prend part à trois saisons et demie avant de partir à l'hiver 1980 au Gwardia Varsovie, son club étant descendu dans la division inférieure. Après avoir échoué dans la quête de l'accession à l'élite, Zieliński y parvient un an plus tard et joue donc ses premiers matches en première division en 1981. Alors que les débuts sont prometteurs, le Gwardia Varsovie chute la saison suivante et termine en queue de peloton.
En 1984, Zieliński revient dans son club formateur et en devient le capitaine quelques années plus tard. Il fait son retour en première division en 1992, puis signe l'année suivante au Stal Stalowa Wola, le promu, et y termine sa carrière en 1994. 

### Sa reconversion

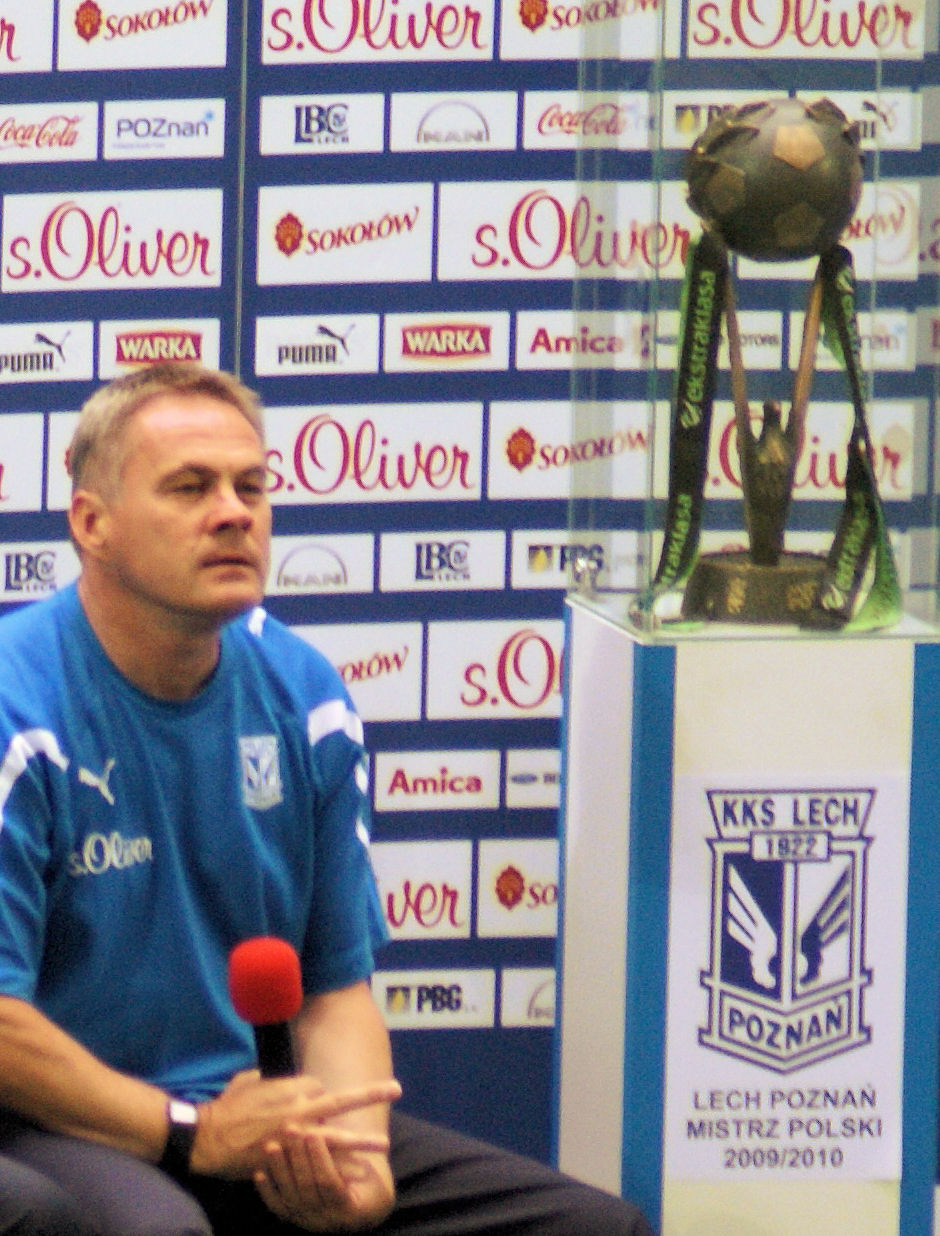
En 2010, avec le trophée de champion de Pologne.

Peu après la fin de sa carrière de joueur, Jacek Zieliński revient dans sa ville natale. Il y entraîne l'équipe réserve du Siarka Tarnobrzeg, puis l'effectif professionnel en 1998. Après une saison à la tête du club, il entraîne plusieurs autres équipes (Korona Kielce, GKS Bełchatów…), sans réussite.
C'est en 2003 qu'il remporte son premier succès, avec le Górnik Łęczna. Victorieux du Zagłębie Lubin lors des barrages promotion-relégation de I liga, Łęczna accède pour la première fois de son histoire à la première division. L'année suivante, il mène le club vers la première partie de tableau. Entraîneur en devenir, il est contacté par plusieurs autres clubs de l'élite polonaise, mais signe en 2004 un contrat avec le Piast Gliwice (D2). Après une nouvelle expérience à l'Odra Wodzisław Śląski, il rejoint en 2007 le Dyskobolia Grodzisk Wielkopolski et remporte la Coupe de la Ligue polonaise dès la première saison. À la suite de la fusion du club avec le Polonia Varsovie, en 2008, Zieliński rejoint la capitale. Avec le Polonia, il atteint la quatrième place du classement.
Le 5 juin 2009, il prend la tête du Lech Poznań, qualifié pour la première Ligue Europa de l'histoire. Il y signe un contrat d'un an avec option de prolongation de deux années, et annonce viser la première place,. Deuxième pendant pratiquement toute la saison, Poznań rattrape son retard sur le Wisła Cracovie et dépasse le club cracovien à deux journées de la fin. Champion dix-sept ans après son dernier titre, le Lech Poznań prolonge son entraîneur de deux ans, comme prévu en cas de bons résultats,.
La saison suivante, Zieliński fait ses premiers pas dans la plus grande des compétitions européennes, la Ligue des champions, dans laquelle il s'attelle à bien figurer malgré la perte de son meilleur joueur, Robert Lewandowski. Rapidement éliminé, Poznań démarre aussi très mal en championnat et stagne dans les bas-fonds de l'Ekstraklasa. Le 3 novembre, après une victoire contre le Cracovia, Zieliński est licencié par ses dirigeants et remplacé par l'Espagnol José María Bakero.
En février 2011, Jacek Zieliński est reconnu coupable par sa fédération d'avoir participé à des actes de corruption lorsqu'il entraînait le Piast Gliwice. Il écope de deux ans d'interdiction d'entraîner un club sportif (plus trois ans de sursis) et d'une amende de trente mille złotys. Cependant, le procureur de Wrocław demande et obtient l'annulation conditionnelle du jugement, en raison de la faible implication de l'entraîneur dans les faits qui lui sont reprochés.
Un mois plus tard, le 24 mars 2011, Zieliński retrouve un poste d'entraîneur au Polonia Varsovie, en difficulté en championnat, et y signe un contrat portant jusqu'en juin 2012. Même s'il parvient à relever le club jusqu'au milieu de tableau, Jacek Zieliński n'obtient pas les résultats attendus par le président – qui investit de grosses sommes d'argent dans son club – lors de la saison 2011-2012, et est limogé presque un an après sa prise de fonction.
Le 5 septembre 2012, il est engagé par les dirigeants du Ruch Chorzów, vice-champion la saison précédente et dernier du classement après la troisième journée. Au sein d'un club touché par d'importants problèmes financiers, Zieliński n'obtient pas de bons résultats, termine à la 15e place et le Ruch doit sa non-relégation à l'exclusion du Polonia Varsovie de la compétition par la fédération. Toutefois, il garde la confiance de ses dirigeants qui le confirment à son poste pour la saison 2013-2014. Mi-septembre 2013, il est démis de ses fonctions après une lourde défaite six à zéro face au Jagiellonia Białystok.
Après près de deux ans d'inactivité, Jacek Zieliński est engagé en avril 2015 par le Cracovia, qui n'est qu'à deux points de la dernière place en Ekstraklasa. Il parvient lors de la première phase du championnat à l'éloigner des dernières places, avant de terminer sur la neuvième marche lors de la seconde phase, à douze points du premier relégable.

## Palmarès
- Vainqueur de la Coupe de la Ligue polonaise : 2008
- Vainqueur de la Supercoupe de Pologne : 2009
- Champion de Pologne : 2010